# NGC 2215
NGC 2215 is een open sterrenhoop in het sterrenbeeld Eenhoorn. Het hemelobject werd op 1 november 1785 ontdekt door de Duits-Britse astronoom William Herschel.
NGC 2215 bevindt zich, vanaf de Aarde gezien, een halve graad ten noordnoordoosten van de ster 7 Monocerotis, en een tweetal graden ten westzuidwesten van het drievoudig stersysteem Beta Monocerotis, in astronomische middens bekend als Herschel's Wonder Star.
Waarnemers in de Benelux kunnen, aan de hand van NGC 2215, op zoek gaan naar de gordel van geostationaire satellieten. De telescoop met volgmechanisme dient naar NGC 2215 gericht te worden, de geostationaire satellieten bewegen traag doorheen het beeldveld.
Een halve graad ten oosten van NGC 2215 is de koolstofster CGCS 1256 (V 720 Monocerotis) te vinden.

## Synoniemen
- OCL 550